# Pic 38
Pic 38 är ett berg i Kina. Det ligger i den autonoma regionen Tibet, i den sydvästra delen av landet, omkring 450 kilometer sydväst om regionhuvudstaden Lhasa. Toppen på Pic 38 är 7 591 meter över havet, eller 90 meter över den omgivande terrängen. Bredden vid basen är 0,42 km.
Runt Pic 38 är det ganska glesbefolkat, med 48 invånare per kvadratkilometer. Det finns inga samhällen i närheten. Trakten runt Pic 38 består i huvudsak av gräsmarker.
Genomsnittlig årsnederbörd är 1 957 millimeter. Den regnigaste månaden är juli, med i genomsnitt 374 mm nederbörd, och den torraste är januari, med 17 mm nederbörd.